# Hella Brumme
Hella Brumme, geborene Ecke, (* 23. März 1946 in Harzgerode) ist eine deutsche Gartenbauingenieurin, Sachbuchautorin, sie arbeitete 34 Jahre im Europa-Rosarium in Sangerhausen, von 1999 bis 2006 als leitende Direktorin.

## Leben
Nach Abschluss der allgemeinbildenden Schule begann die Tochter eines Landwirts 1962 in Quedlinburg eine dreijährige Berufsausbildung mit Abitur zur Gärtnerin. Nach ihrer Ausbildung arbeitete sie zunächst am Institut für Pflanzenzüchtung in Quedlinburg. Im Mai 1972 ging sie als Gärtnerin nach Sangerhausen und arbeitete seit 1976 als Wissenschaftlich-Technische Assistentin am Rosarium. Von 1976 bis 1980 absolvierte sie ein Fernstudium in Gartenbau an der Fachhochschule Erfurt. Nach ihrem Studienabschluss als Diplom-Gartenbauingenieurin wurde sie zur stellvertretenden Leiterin des Rosariums ernannt. 1981 übernahm sie im Rosarium die Betreuung der Rosensammlung. Nach der Pensionierung des Leiters des Rosariums Ingomar Lang übertrug man ihr 1999 die Leitung des Rosariums. Am 1. Juli 2004 ernannte die Stadt Sangerhausen Hella Brumme zur Direktorin des Europa-Rosariums. Sie veröffentlichte mehrere Sachbücher über Rosen, hielt zahlreiche Vorträge auf nationalen und internationalen Fachtagungen und spezialisierte sich mit Thomas Gladis auf die Katalogisierung, Beschreibung und Benennung von Wildrosen. Gemeinsam mit Gladis benannte sie über 100 Wildrosen. Nach ihrer Pensionierung am 30. April 2006 leitete sie zahlreiche Seminare in der Sangerhäuser Rosenschule. Hella Brumme ist Vorsitzende des Fördervereins Freunde des Rosariums Sangerhausen e.V. und Beirätin der GRF-Stiftung Europa-Rosarium Sangerhausen. 

## Ehrungen

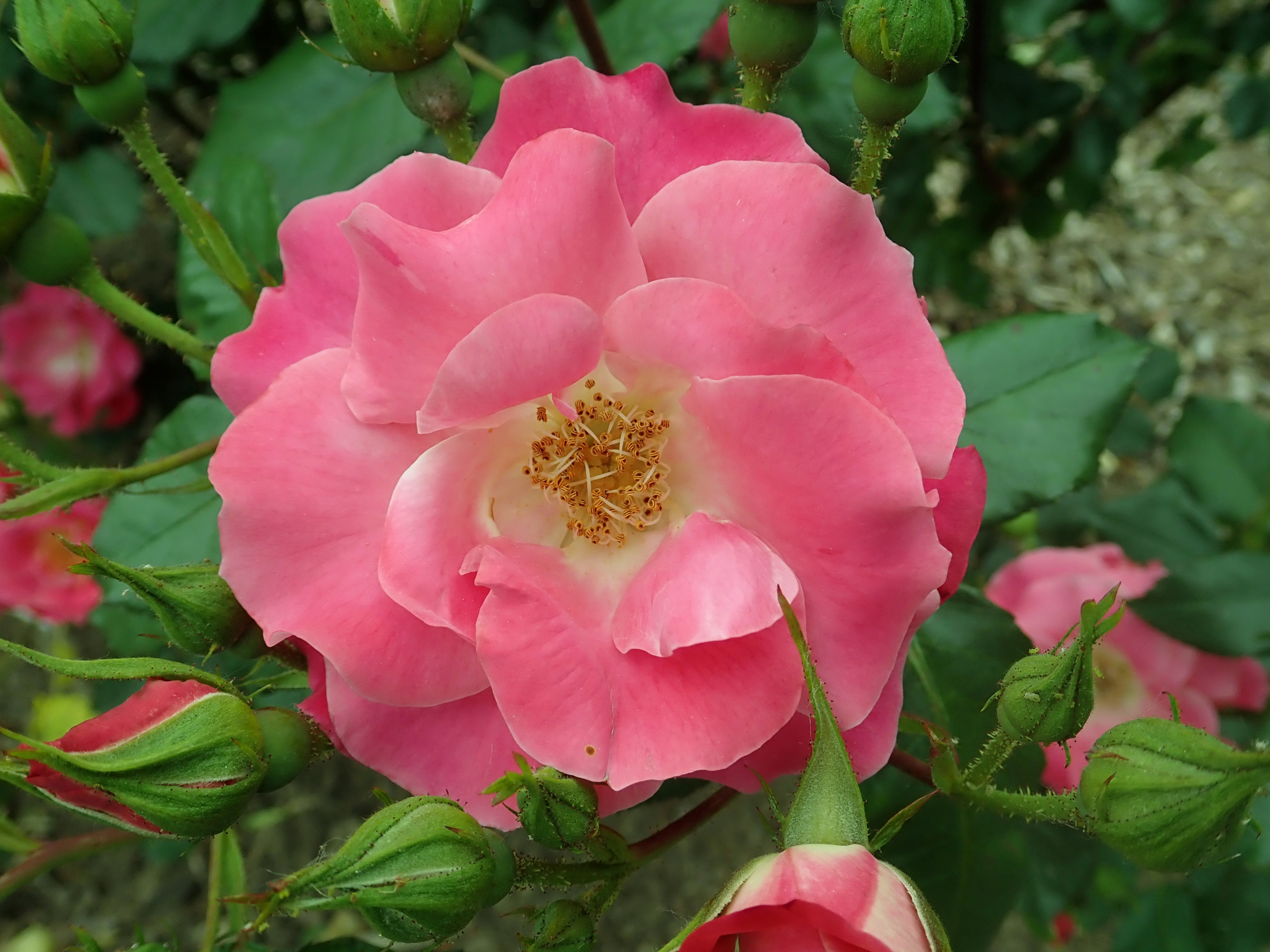
Rose ‘Hella Brumme’, Johann Schmadlak 1981

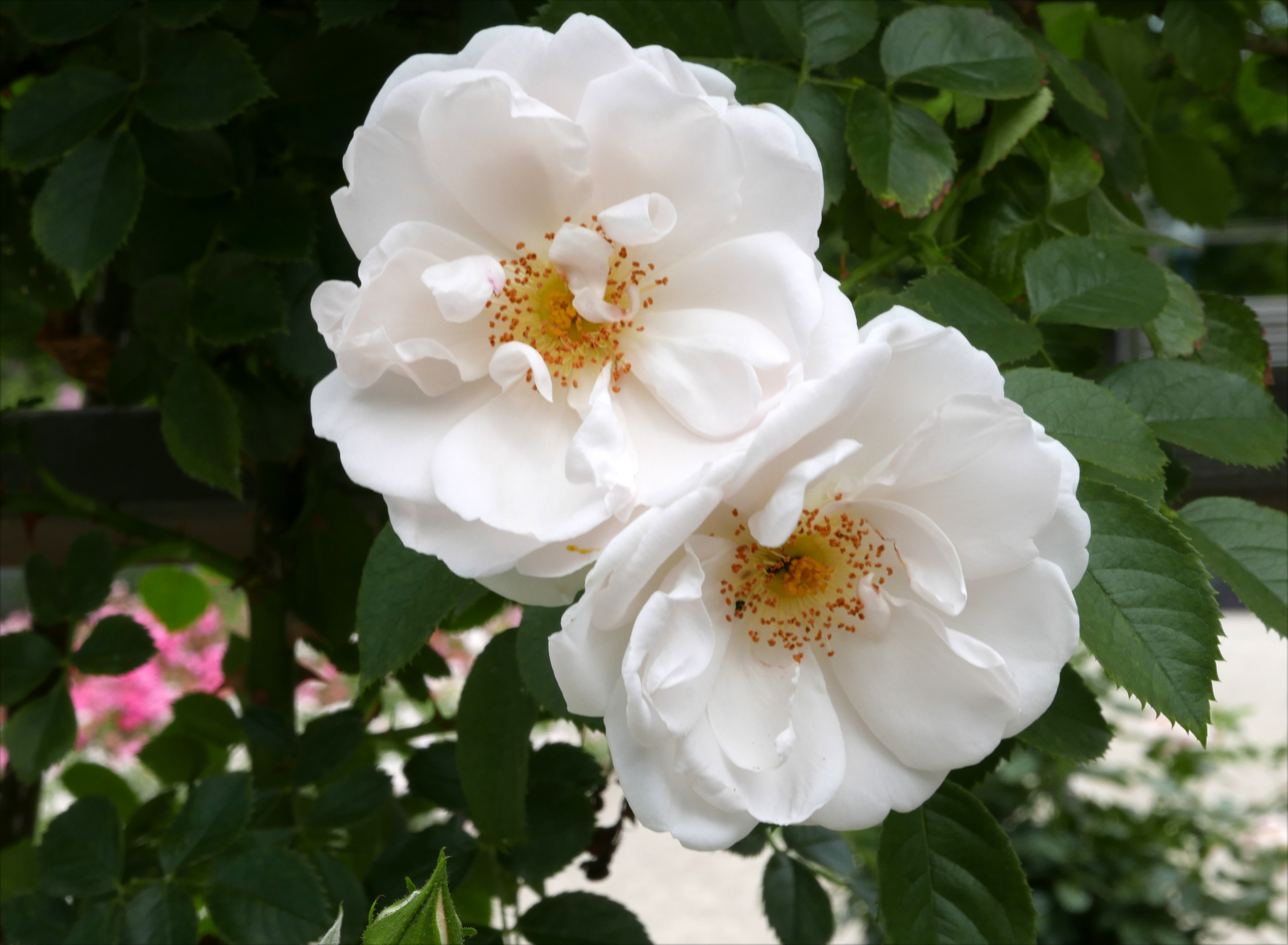
Rose ‘Hella’, Kordes 2009

Für ihr Engagement für den Aufbau und Pflege der Rosensammlung im Rosarium Sangerhausen erhielt Hella Brumme zahlreiche Ehrungen. 2004 wurde ihr der Steinfurther Rosenring der Stadt Bad Nauheim verliehen, 2006 wurde sie als erste Preisträgerin mit der Goldenen Rose der Stadt Sangerhausen ausgezeichnet. Im November 2006 wurde ihr das Bundesverdienstkreuz am Bande verliehen. Mit der Eintragung in das Goldene Buch würdigte am 3. April 2014 die Stadt Harzgerode die besonderen Leistungen von Hella Brumme.    
Ihr zu Ehren wurden zwei Rosenzüchtungen benannt: Johann Schmadlak widmete ihr 1981 eine rosa- bis karminrote, locker gefüllte Strauchrose. Im Jahr 2009 brachte der Rosenzuchtbetrieb W. Kordes’ Söhne die weiße Rambler-Rose mit goldgelben Staubgefäße auf den Markt. Hella Brumme taufte am 3. Juli 2009 die Rosenzüchtung im Rosarium Sangerhausen. Die leicht duftende Rose wurde 2010 als ADR-Rose und mit einer Goldmedaille auf der Rosenschau in Tokio ausgezeichnet.

## Rosenbenennungen
Gemeinsam mit Thomas Gladis beschrieb und benannte Hella Brumme über 115 Rosen-Varietäten der Gattung Rosa, davon 88 aus der Sektion der Hunds-Rosen, 21 Zimt-Rosen, fünf Bibernell-Rosen, drei Essig-Rosen und je eine Carolina-, Vereintgrifflige- und Banks-Rose sowie eine Kastanien-Rose.

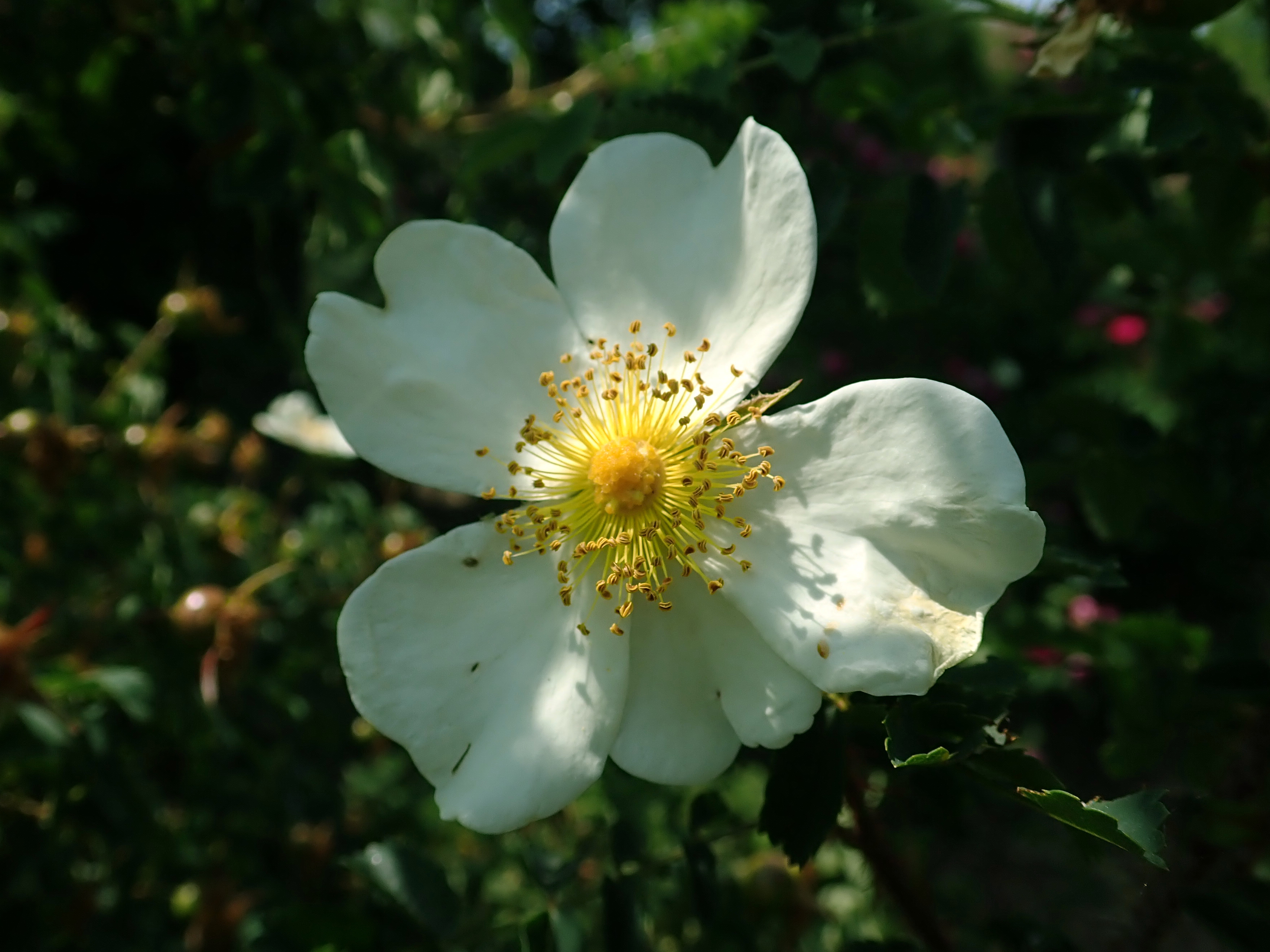
Rosa spinosissima var. chaboissaei
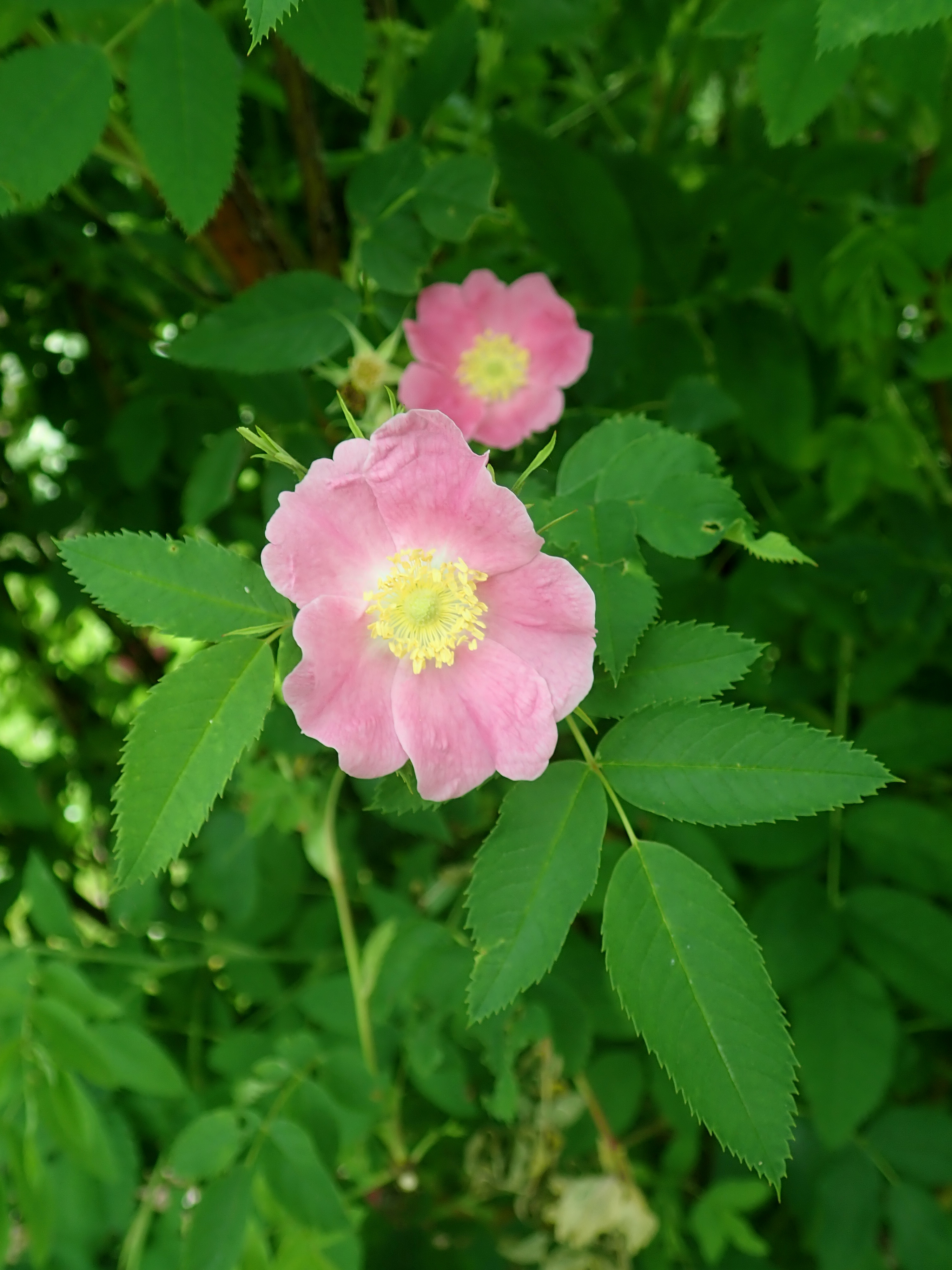
Rosa pendulina var. heterophylla
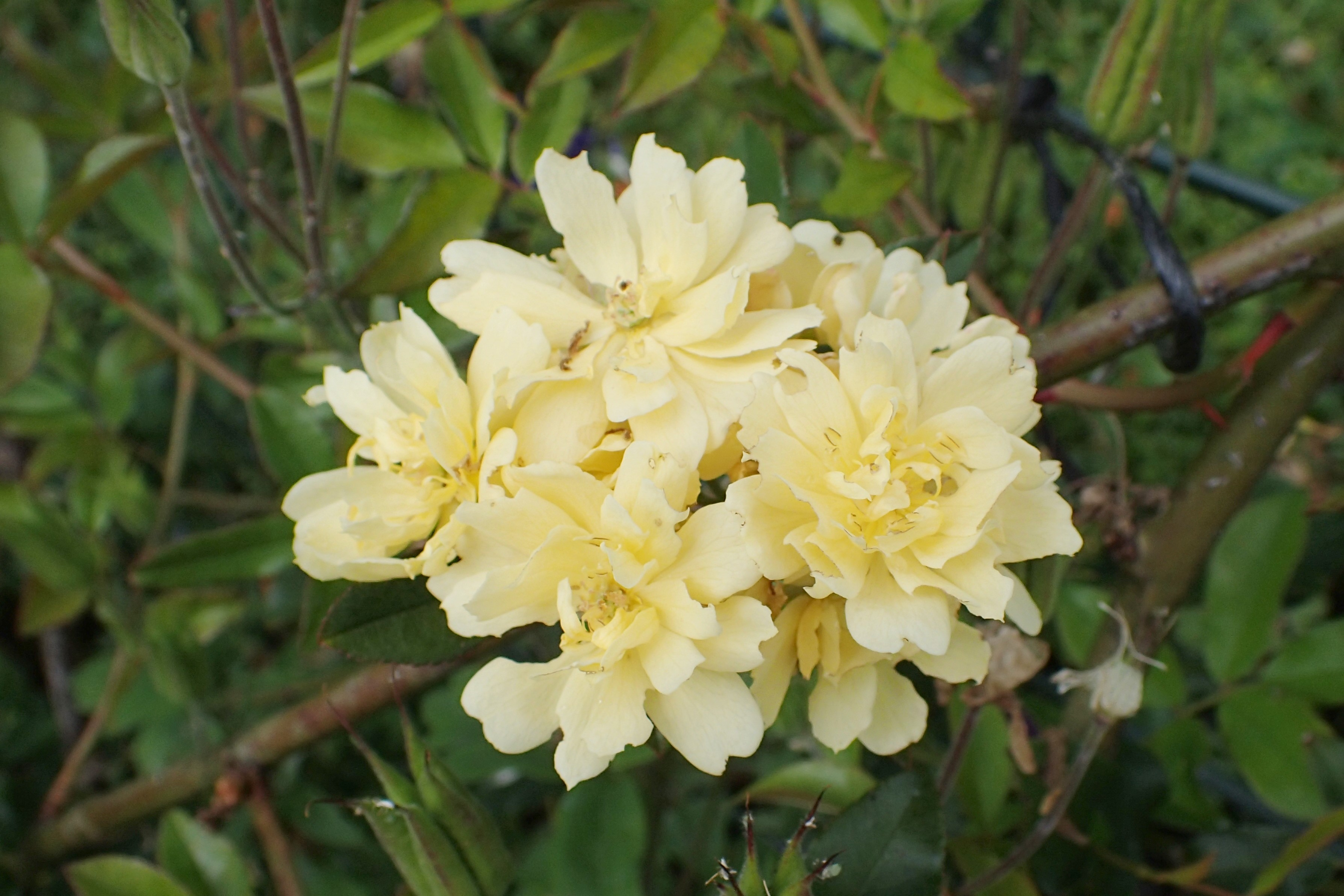
Rosa banksiae var. lutescens
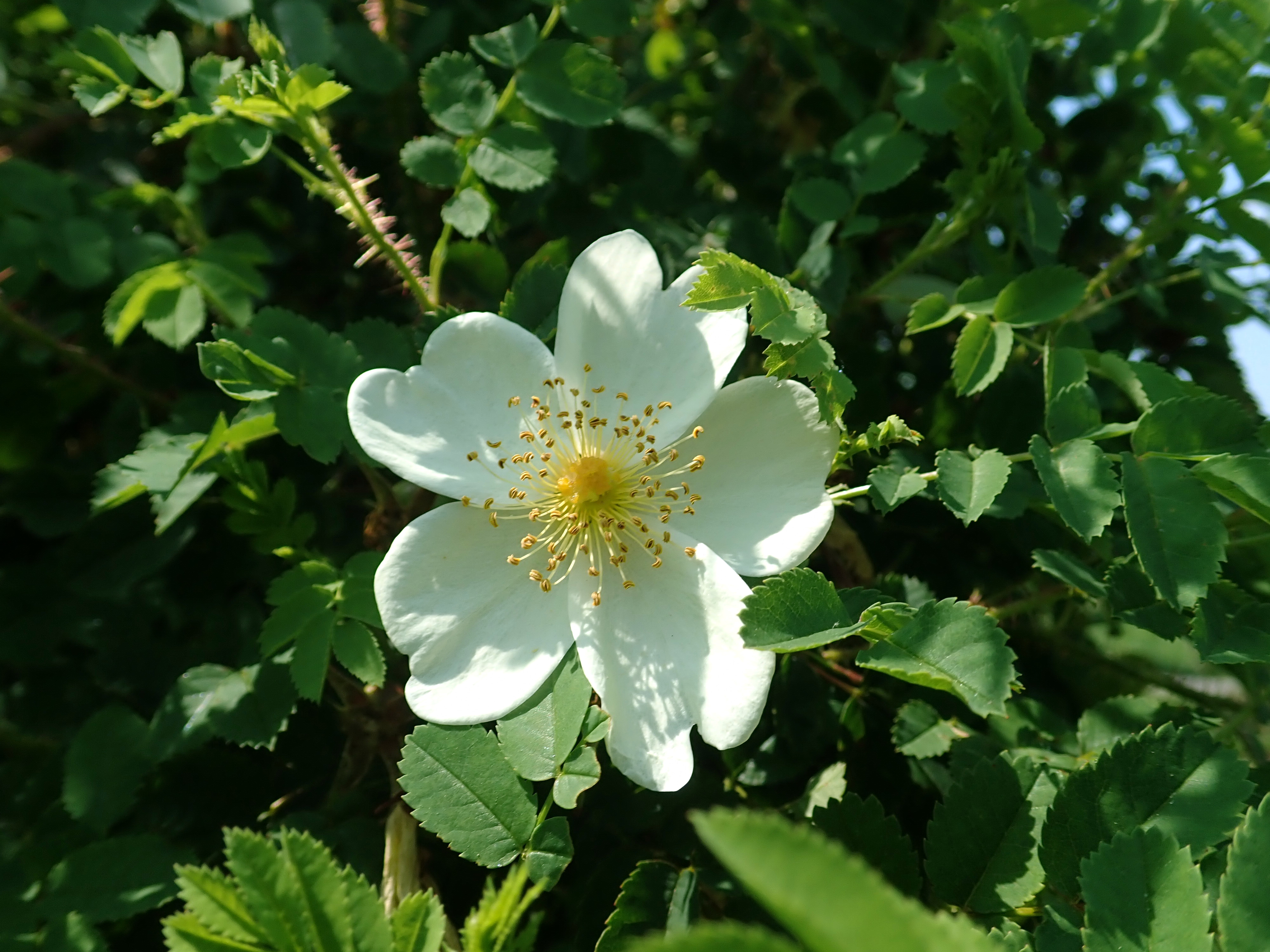
Rosa spinosissima var. pseudo-mathonneti